# مستعمرة جامايكا
غدت جامايكا مستعمرة إنجليزية منذ عام 1655 (عندما استولى الإنجليز عليها من إسبانيا) أو منذ عام 1670 (عندما تخلت إسبانيا رسميًا عن جامايكا إلى الإنجليز بموجب معاهدة مدريد عام 1670)، ومستعمرة بريطانية منذ عام 1707 وحتى عام 1962، عندما أصبحت مستقلة. وأصبحت جامايكا مستعمرة تابعة للتاج البريطاني في عام 1866.

## الاقتصاد
كان الإسبان هم المستوطنون الأوائل في أوروبا، مهتمون باستخراج المعادن النفيسة، ولم يطوروا جامايكا أو يدفعوها نحو التحول من ناحية أخرى. وعندما احتل الإنجليز الجزيرة في عام 1955، بدأت عملية خلق اقتصاد زراعي بطيئة، معتمدة على عمل العبيد لدعم الثورة الصناعية في إنجلترا. وتأسست خلال القرن السابع عشر الأنماط الأساسية للنظام الاجتماعي واقتصاد مزارع قصب السكر. كان الوكلاء المحليون هم من يديرون المقاطعات الكبيرة التي يمتلكها المزارعون الغائبون. وازداد عدد السكان من العبيد بشكل سريع خلال الربع الأخير من القرن السابع عشر، حتى فاق عدد العبيد، الأوروبيين البيض مع نهاية القرن، بنسبة لا تقل عن خمسة إلى واحد. وتوسع عدد السكان من العبيد من الاعتماد على تجارة الرقيق من غرب أفريقيا عوضًا عن الزيادة الطبيعية؛ وذلك نتيجة الظروف القاسية للغاية في ظل نظام الرق، وارتفاع نسبة الوفيات بين العبيد.
ازدهر خلال معظم القرن التاسع عشر، اقتصاد المحصول الواحد القائم على تصدير إنتاج السكر. وانحدر مع ذلك اقتصاد السكر الجامايكي في الربع الأخير من القرن، نتيجة تعطل التجارة بسبب المجاعات والأعاصير والحروب الاستعمارية وحروب الاستقلال. وأصبح السكر الجامايكي بحلول عشرينيات القرن التاسع عشر، أقل منافسة مع المنتجين الكبار مثل كوبا، وهبط الإنتاج بعد ذلك. وبحلول عام 1882 كانت إنتاجية السكر أقل من نصف المستوى المُحقق في عام 1828.
واعتقد المؤرخون الأوائل أن السبب الأكبر لانحدار اقتصاد السكر، هو إلغاء البرلمان البريطاني تجارة الرقيق في عام 1807، وبموجب ذلك مُنع نقل العبيد إلى جامايكا بعد 1 مارس 1808. ويقدم مع ذلك سيمور دريشر دليلًا يُظهر أن اقتصاد السكر الجامايكي كان مزدهرًا قبل وبعد إلغاء تجارة العبيد. وتبع إلغاء تجارة الرقيق، إلغاء الرق في عام 1834 مع التحرر الكامل في غضون أربع سنوات. وقدم إريك وليامز دليلًا يوضح أن انحدار اقتصاد السكر كان في عشرينيات القرن التاسع، وحينها فقط كانت وتيرة الحركة المضادة للرق في تسارع. كان العجز عن تحويل العبيد السابقين إلى طبقة المستأجر المشارك بالزراعة، مشابهًا لذلك الذي تأسس في فترة ما بعد الحرب الأهلية في جنوب الولايات المتحدة (خلال عصر إعادة الإعمار)، أصبح المزارعون يعتمدون بشكل متزايد على العمل المأجور، وبدأوا في تشغيل العمال من الخارج، وبشكل أساسي من الصين والهند وسيراليون. واستوطن العديد من العبيد السابقين في مجتمعات زراعية صغيرة أو قروية، في المناطق الداخلية من الجزيرة، مثل حزام اليام، إذ أنهم انشغلوا بزراعة الكفاف وبعض المحاصيل التجارية.
كان النصف الثاني من القرن التاسع عشر فترة تدهور اقتصادي شديد بالنسبة لجامايكا. نتج عن الجفاف والأمراض وانخفاض أسعار المحاصيل، اضطرابات اجتماعية خطيرة، بلغت ذروتها في حركات تمرد مورانت باي عام 1865. ومع ذلك نتج عن تجدد الإدارة البريطانية بعد تمرد عام 1865 في شكل مستعمرة التاج البريطاني، بعض التقدم الاجتماعي والاقتصادي بالإضافة إلى الاستثمار في البنية التحتية المادية. وكانت التنمية الزراعية هي العمل المحوري الذي استعاد حكم جامايكا إلى بريطانيا. وانطلق أول مشروع للري على نطاق واسع في عام 1868. وتأسست جمعية جامايكا الزراعية في عام 1895 لتشجيع المزيد من الأساليب العلمية المربحة في الزراعة. وطُرح في تسعينيات القرن التاسع عشر، مشروع تسوية أراضي التاج البريطاني، وهو عبارة عن برنامج لإصلاح الأرض بشكل ما، إذ يُسمح للمزارعين بشراء هكتارين أو أكثر من الأرض في ظل شروط مناسبة.

## معرض صور

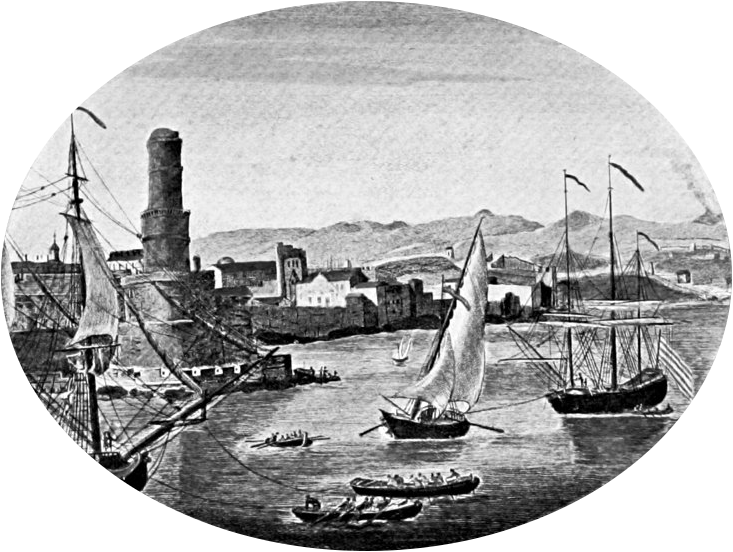
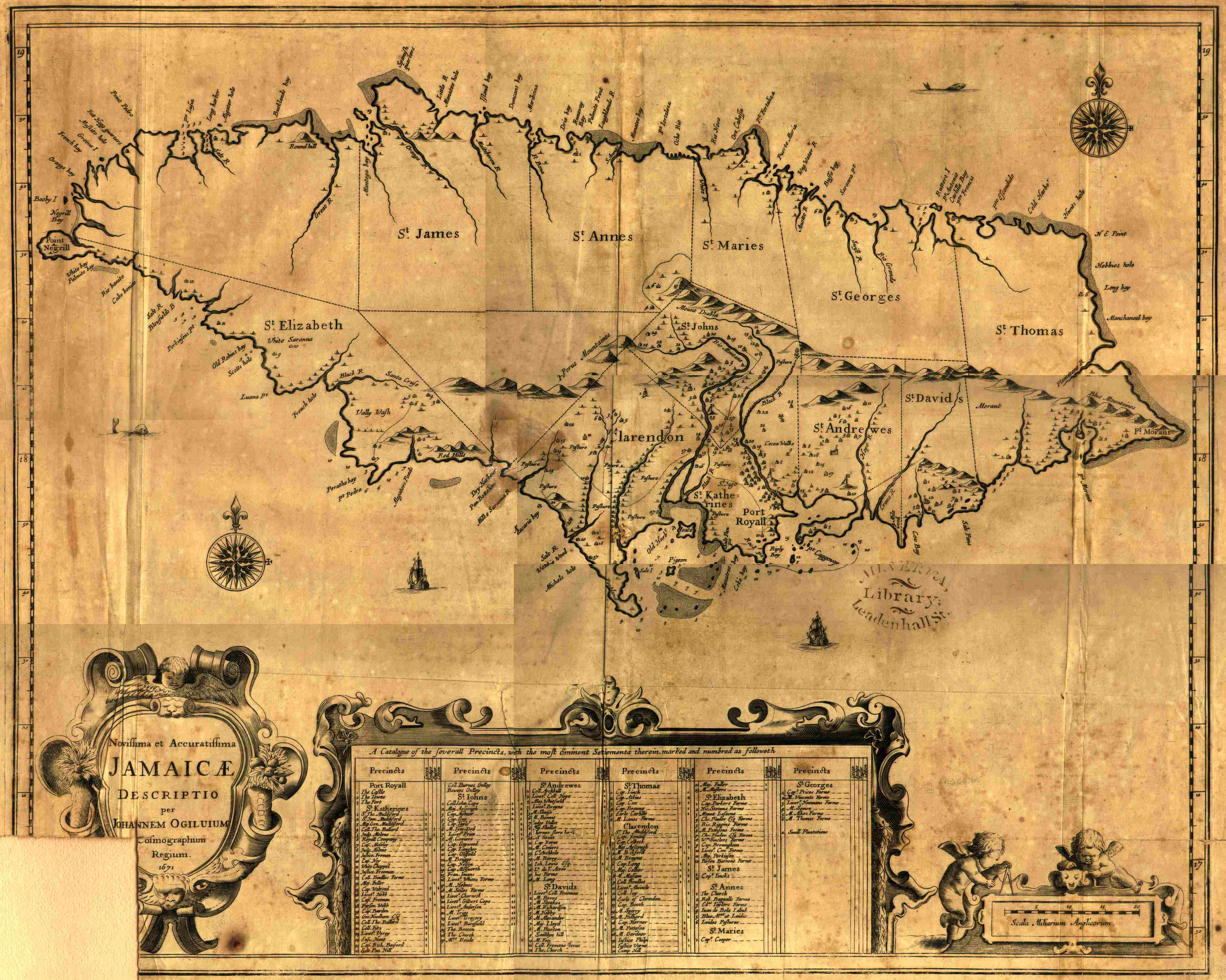